# Enric Sòria i Badia

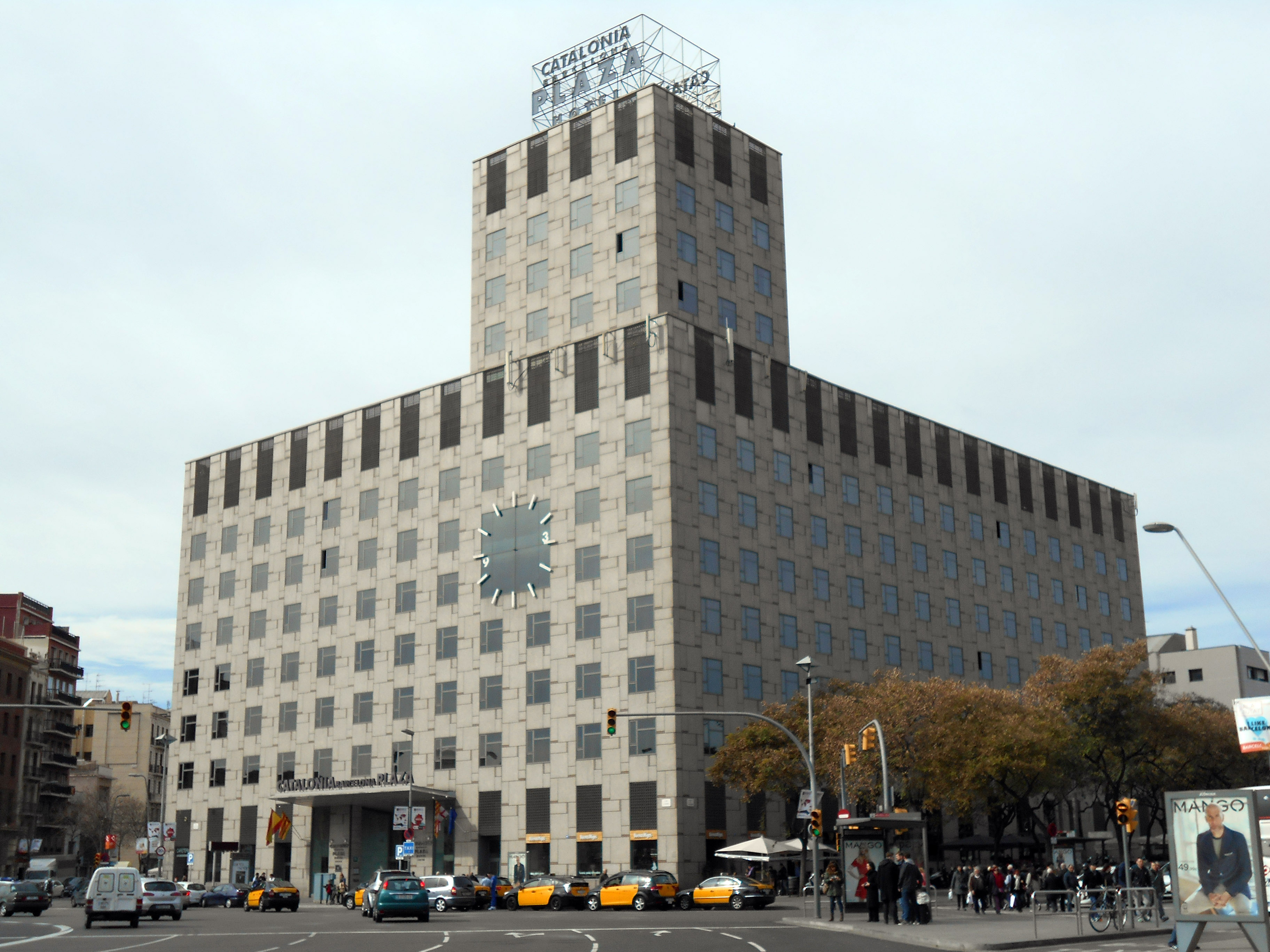
Hotel Catalonia Plaza situat a la Plaça d'Espanya (Barcelona).

Enric Soria Badia (Barcelona, 1937) és un arquitecte català.
Estudia a l'Escola Tècnica Superior d'Arquitectura de Barcelona. Durant els seus estudis, va coincidir amb Jordi Garcés Brusés (Barcelona, 1945) al despatx MBM Arquitectes. Treballen junts des del 1970. Ambdós són professors de l'Escola Tècnica Superior d'Arquitectura de Barcelona i Jordi Garcés també de l'Escola Eina de Barcelona. Han rebut diversos premis FAD d'arquitectura i dins la seva trajectòria com a arquitectes es poden citar el Pavelló Olímpic de la Vall d'Hebron o el Museu de la Ciència de Santa Cruz de Tenerife. Pel que fa als seus dissenys, estan relacionats amb el món de l'interiorisme i l'arquitectura. D'entre aquests cal destacar el llum de taula Sylvestrina (1974) o la font Alta (2004) de Jordi Garcés.